# Camptoptera okadomei
Camptoptera okadomei är en stekelart som beskrevs av Taguchi 1972. Camptoptera okadomei ingår i släktet Camptoptera och familjen dvärgsteklar.
Artens utbredningsområde är Filippinerna. Inga underarter finns listade.